# ساحة سان ماركو (فلورنسا)

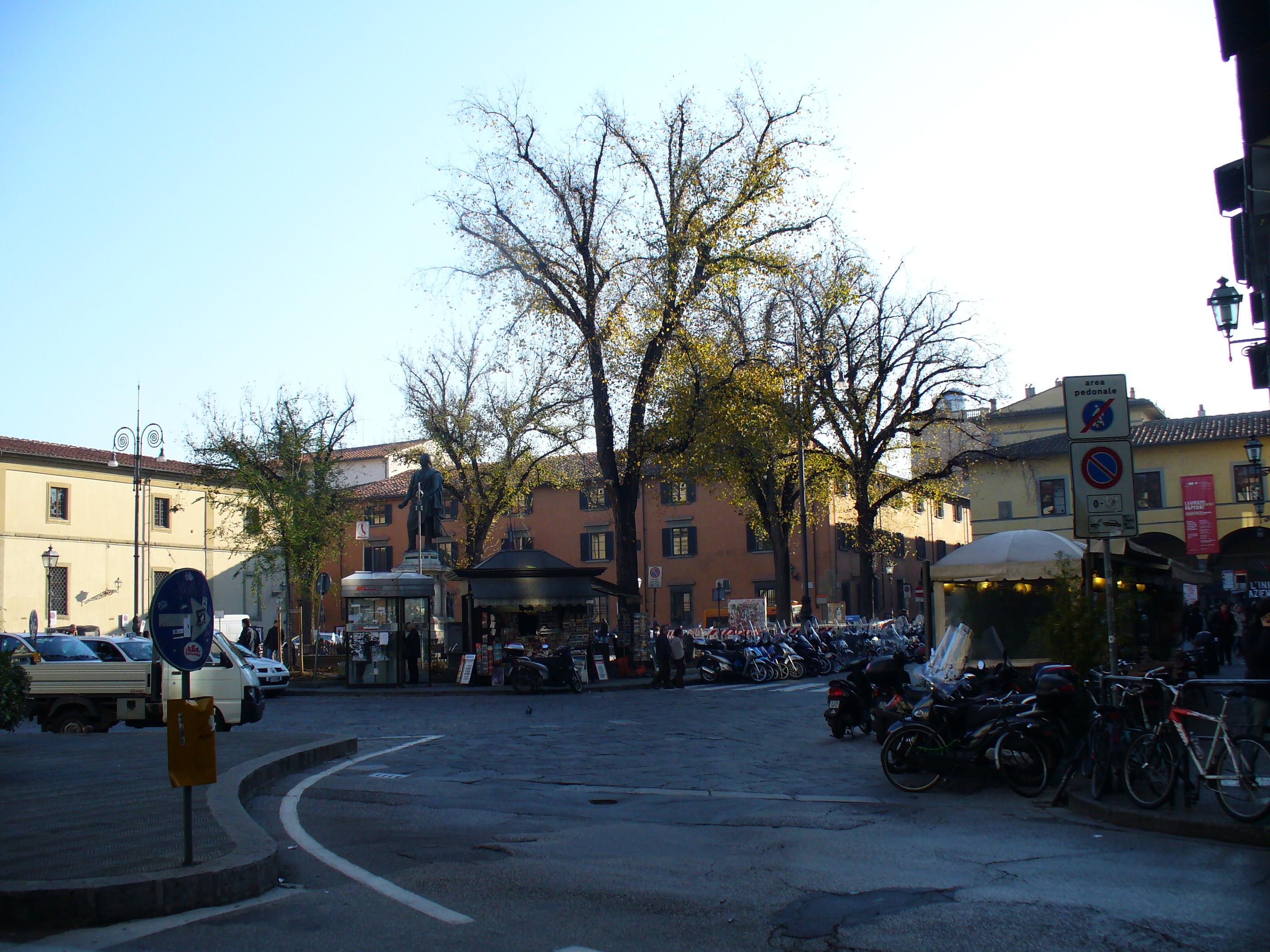
ساحة سان ماركو، فلورنسا

ساحة سان ماركو (فلورنسا) (بالإيطالية: Piazza San Marco (Florence))‏ وهي ساحة مدينة فلورنسا في إيطاليا. يوجد في وسط الساحة نصب الجنرال مانفريدو فانتي.

## المباني حول الساحة
- متحف سان ماركو الوطني
- كنيسة سان ماركو
- أكاديميّة الفنون التشكيلية بفلورنسا